# Laboratorium voor Organische Chemie
Het voormalig Laboratorium voor Organische Chemie in de Vreewijk in de Nederlandse stad Leiden is ontworpen door Rijksbouwmeester Jacobus van Lokhorst voor de Rijksuniversiteit Leiden. De bouw was in 1896-1898, de bouwstijl is een menging van neogotiek en neorenaissance. 
Het oorspronkelijk vanuit een U-vormige plattegrond opgetrokken gebouw was onder meer voorzien van een laboratorium voor medici, een laboratorium voor chemici, een collegezaal en een dienstwoning. In 1910 is het laboratorium verdubbeld naar een ontwerp van Van Lokhorsts opvolger ir. J.A. Vrijman, die een vergelijkbaar gebouw spiegelbeeldig tegen het oude plaatste, waardoor het een geheel omsloten binnenhof kreeg. Een tweede grote uitbreiding - in de vorm van een aanbouw aan de achterzijde - dateert van 1930. In 1949 is rechts (noordzijde) van het Organisch Chemisch Laboratorium een uitbreiding toegevoegd. Het complex was tot 1968 in gebruik als laboratorium en vervolgens tot september 2004 als juridisch studiecentrum Hugo de Groot door de Juridische Faculteit (Faculteit der Rechtsgeleerdheid) van de Rijksuniversiteit Leiden. Hierna is het gebouw afgestoten en herontwikkeld tot appartementencomplex. Het trappenhuis uit 1910 van J.A.W. Vrijman is bewaard gebleven, maar beide dependances zijn gesloopt, waardoor het gebouw nu weer vrij staat. Voor de hoofdingang is een verzonken parkeersysteem aangelegd.

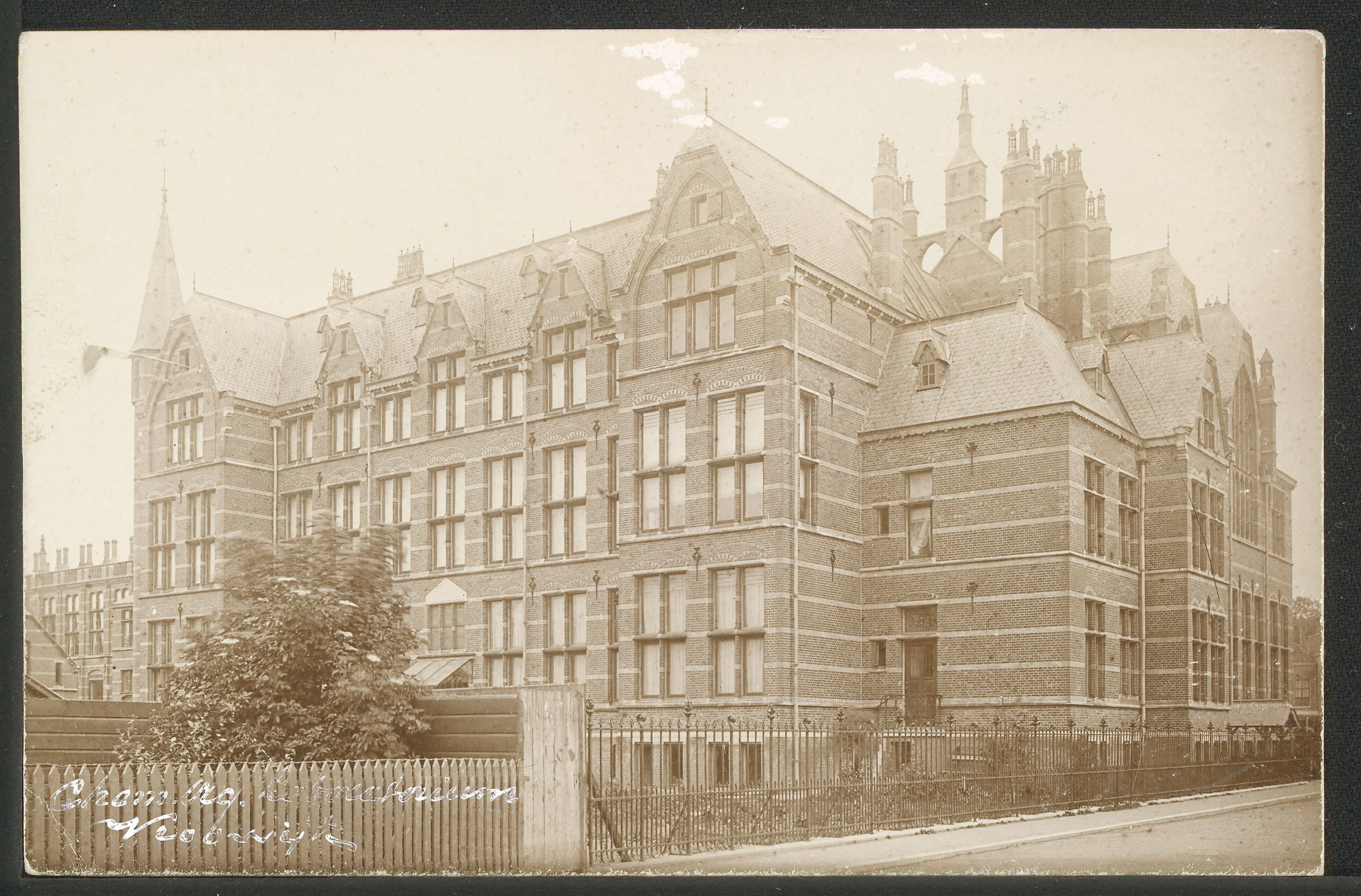
Organisch Chemisch Laboratorium (ca. 1900)